# Offshore-Windpark Northwester 2
Northwester 2 ist ein Offshore-Windpark in der belgischen Ausschließlichen Wirtschaftszone in der südlichen Nordsee. Der Windpark besteht aus 23 Windenergieanlagen, die zusammen eine installierte Leistung von 218,5 Megawatt haben.

## Lage
Der Windpark befindet sich etwa 50 Kilometer vor der Küste von Ostende. Nördlich schließt sich der Offshore-Windpark Seamade an, südlich der Offshore-Windpark Nobelwind.

## Geschichte und Bau
Im Jahr 2018 wurde die Finanzierung des rund 700 Millionen Euro teuren Windparks Northwester 2 abgeschlossen.
Die ersten Offshore-Arbeiten begannen im Juli 2019. Ebenfalls im Juli wurde das erste Monopile-Fundament installiert. Die Fundamente wurden von der Firma Bladt Industries in Aalborg, Dänemark produziert und nach Ostende geliefert. Im November 2019 wurde die Installation der Fundamente abgeschlossen. Mit der Errichtung der Turbinen auf die Fundamente wurde im Dezember 2019 begonnen. Dabei kam das Errichterschiff Vole au vent der Firma Jack de Nul zum Einsatz. Im Januar 2020 wurde erstmals Strom in das belgische Netz eingespeist. Mitte Mai 2020 wurde der Windpark offiziell fertiggestellt.
Seit 2021 wird ein Viertel des Stroms (198 GWh) über ein Power Purchase Agreement mit zehnjähriger Laufzeit an die belgischen Chemiebetriebe von Ineos geliefert. Die Direktvermarktung erneuerbarer Energien zwischen Erzeuger und Abnehmer übernimmt RWE Supply & Trading.

## Technik
Zum Einsatz kommen 23 Turbinen vom Typ MHI Vestas V164-9.5 MW mit einer Nennleistung von 9,5 Megawatt. Die Windenergieanlagen haben einen Rotordurchmesser von 164 m.
Der Windpark ist über ein 225-kV-Seekabel der Firma Nexans mit der Modular-Offshore-Grid-Plattform des Netzbetreibers Elia verbunden. Diese Offshore-Plattform befindet sich etwa 40 km vor der Küste von Zeebrugge und bündelt die Leistung der Offshore-Windparks Northwester, Rentel und Seamade. Die MOG-Plattform ist über ein 220-kV-Kabel mit dem Festland verbunden.